# Цона Индустриале Вја Пјетро Нени-Ђевис (Бергамо)
Цона Индустриале Вја Пјетро Нени-Ђевис је насеље у Италији у округу Бергамо, региону Ломбардија.
Према процени из 2011. у насељу је живело 4 становника. Насеље се налази на надморској висини од 179 м.